# 100 Greatest Britons
100 Greatest Britons (100 người Anh vĩ đại nhất) là một chương trình bầu chọn do đài BBC tổ chức năm 2002 để tìm ra 100 công dân Vương quốc Liên hiệp Anh và Bắc Ireland được coi là vĩ đại nhất trong lịch sử.

## Danh sách
| TT  | Nhân vật                                            | Thời gian sống | Vai trò                                                                                     |
| --- | --------------------------------------------------- | -------------- | ------------------------------------------------------------------------------------------- |
| 01  | Winston Churchill                                   | 1874–1965      | Thủ tướng Anh trong Chiến tranh thế giới thứ hai, giải Nobel Văn học năm 1953               |
| 02  | Isambard Kingdom Brunel                             | 1806–1859      | Kỹ sư, người thiết kế tuyến đường sắt Great Western Railway                                 |
| 03  | Diana Frances Spencer                               | 1961–1997      | Vợ đầu của Thái tử Charles, Hoàng tử xứ Wales, mẹ của các hoàng tử William và Harry         |
| 04  | Charles Darwin                                      | 1809–1882      | Nhà tự nhiên học, tác giả cuốn Nguồn gốc muôn loài                                          |
| 05  | William Shakespeare                                 | 1564–1616      | Nhà thơ và nhà viết kịch, người được coi là tác gia vĩ đại nhất của văn học Anh             |
| 06  | Isaac Newton                                        | 1643–1727      | Nhà khoa học và tư tưởng, tác giả cuốn Các nguyên lý toán học của triết học tự nhiên        |
| 07  | Elizabeth I của Anh                                 | 1533–1603      | Nữ hoàng Anh từ 1558 đến 1603                                                               |
| 08  | John Lennon                                         | 1940–1980      | Ca sĩ, nhạc sĩ, thành viên nhóm The Beatles                                                 |
| 09  | Horatio Nelson                                      | 1758–1805      | Đô đốc chỉ huy hải quân Anh                                                                 |
| 10  | Oliver Cromwell                                     | 1599–1658      | Người lãnh đạo Cách mạng tư sản Anh                                                         |
| 11  | Ernest Shackleton                                   | 1874–1922      | Nhà địa lý và thám hiểm                                                                     |
| 12  | James Cook                                          | 1728–1779      | Nhà thám hiểm                                                                               |
| 13  | Robert Baden-Powell                                 | 1857–1941      | Người sáng lập phong trào Hướng đạo thế giới                                                |
| 14  | Alfred Đại đế                                       | 849?–899       | Vua Wessex từ 871 đến 899                                                                   |
| 15  | Arthur Wellesley, Công tước thứ nhất của Wellington | 1769–1852      | Lãnh đạo quân đội Anh trong Chiến tranh Napoléon, thủ tướng Anh giai đoạn 1828–1830 và 1834 |
| 16  | Margaret Thatcher (*3)                              | 1925-2013      | Thủ tướng Anh giai đoạn 1979–1990                                                           |
| 17  | Michael Crawford                                    | 1942-          | Ca sĩ, diễn viên                                                                            |
| 18  | Victoria của Anh                                    | 1819–1901      | Nữ hoàng Anh từ 1837 đến 1901                                                               |
| 19  | Paul McCartney                                      | 1942-          | Ca sĩ, nhạc sĩ, thành viên nhóm The Beatles                                                 |
| 20  | Alexander Fleming                                   | 1881–1955      | Nhà dược lý, người mở ra kỷ nguyên dùng kháng sinh trong y học                              |
| 21  | Alan Turing                                         | 1912–1954      | Nhà khoa học máy tính                                                                       |
| 22  | Michael Faraday                                     | 1791–1867      | Nhà vật lý và hóa học                                                                       |
| 23  | Owain Glyndŵr                                       | 1359–1416      | Hoàng tử xứ Wales                                                                           |
| 24  | Elizabeth II của Anh (*10)                          | 1926-          | Nữ hoàng Anh từ 1952                                                                        |
| 25  | Stephen Hawking                                     | 1942-2018      | Nhà vật lý lý thuyết                                                                        |
| 26  | William Tyndale                                     | 1494–1536      | Dịch giả Kinh Thánh                                                                         |
| 27  | Emmeline Pankhurst                                  | 1858–1928      | Nhà hoạt động vì quyền phụ nữ                                                               |
| 28  | William Wilberforce                                 | 1759–1833      | Nhà hoạt động nhân đạo                                                                      |
| 29  | David Bowie                                         | 1947-2016      | Ca sĩ, nhạc sĩ                                                                              |
| 30  | Guy Fawkes                                          | 1570–1606      | Người cầm đầu nhóm Âm mưu thuốc súng                                                        |
| 31  | Leonard Cheshire                                    | 1917–1992      | Phi công, nhà hoạt động nhân đạo                                                            |
| 32  | Eric Morecambe                                      | 1926–1984      | Diễn viên                                                                                   |
| 33  | David Beckham (*91)                                 | 1975-          | Cầu thủ bóng đá                                                                             |
| 34  | Thomas Paine                                        | 1737–1809      | Nhà chính trị, triết gia                                                                    |
| 35  | Boudica                                             | -60?           | Lãnh đạo khởi nghĩa chống Đế chế La Mã của người Celt                                       |
| 36  | Steve Redgrave                                      | 1962-          | Vận động viên đua thuyền                                                                    |
| 37  | Thomas More                                         | 1478–1535      | Luật sư, nhà chính trị, thánh Công giáo                                                     |
| 38  | William Blake                                       | 1757–1827      | Nhà thơ, nhà văn                                                                            |
| 39  | John Harrison                                       | 1693–1776      | Người chế tạo đồng hồ                                                                       |
| 40  | Henry VIII của Anh                                  | 1491–1547      | Vua Anh từ 1509 đến 1547                                                                    |
| 41  | Charles Dickens                                     | 1812–1870      | Nhà văn                                                                                     |
| 42  | Frank Whittle                                       | 1907–1996      | Nhà phát minh động cơ phản lực                                                              |
| 43  | John Peel                                           | 1939–2004      | Người dẫn chương trình                                                                      |
| 44  | John Logie Baird                                    | 1888–1946      | Nhà phát minh trong lĩnh vực truyền hình                                                    |
| 45  | Aneurin Bevan                                       | 1897–1960      | Nhà chính trị                                                                               |
| 46  | Boy George                                          | 1961-          | Ca sĩ của nhóm Culture Club                                                                 |
| 47  | Douglas Bader                                       | 1910–1982      | Phi công và nhà hoạt động nhân đạo                                                          |
| 48  | William Wallace                                     | 1270–1305      | Nhà lãnh đạo cuộc khởi nghĩa của người Scotland                                             |
| 49  | Francis Drake                                       | 1540–1596      | Đô đốc hải quân Anh                                                                         |
| 50  | John Wesley                                         | 1703–1791      | Nhà sáng lập Phong trào Giám Lý                                                             |
| 51  | Vua Arthur                                          |                | Vua huyền thoại của người Celt                                                              |
| 52  | Florence Nightingale                                | 1820–1910      | Nữ y tá, nhà hoạt động nhân đạo                                                             |
| 53  | T. E. Lawrence                                      | 1888–1935      | Sĩ quan quân đội Anh ở Ả Rập                                                                |
| 54  | Robert Falcon Scott                                 | 1868–1912      | Nhà thám hiểm vùng cực                                                                      |
| 55  | Enoch Powell                                        | 1912–1998      | Nhà chính trị                                                                               |
| 56  | Cliff Richard (*29)                                 | 1940-          | Ca sĩ, nhạc sĩ                                                                              |
| 57  | Alexander Graham Bell                               | 1847–1922      | Nhà phát minh điện thoại                                                                    |
| 58  | Freddie Mercury                                     | 1946–1991      | Ca sĩ, nhạc sĩ của nhóm Queen                                                               |
| 59  | Julie Andrews                                       | 1935-          | Ca sĩ, diễn viên                                                                            |
| 60  | Edward Elgar                                        | 1857–1934      | Nhà soạn nhạc                                                                               |
| 61  | Elizabeth Bowes-Lyon                                | 1900–2002      | Mẹ của nữ hoàng Elizabeth II                                                                |
| 62  | George Harrison                                     | 1943–2001      | Ca sĩ, nhạc sĩ, thành viên nhóm The Beatles                                                 |
| 63  | David Attenborough                                  | 1926-          | Phát thanh viên                                                                             |
| 64  | James Connolly                                      | 1868–1916      | Người lãnh đạo phong trào khởi dậy của người Ireland                                        |
| 65  | George Stephenson                                   | 1781–1848      | Nhà phát minh trong lĩnh vực đường sắt                                                      |
| 66  | Charlie Chaplin                                     | 1889–1977      | Diễn viên, đạo diễn hài                                                                     |
| 67  | Tony Blair (*1)                                     | 1953-          | Thủ tướng Anh giai đoạn 1997–2007                                                           |
| 68  | William Caxton                                      | 1415–1492      | Nhà phát minh trong lĩnh vực in ấn                                                          |
| 69  | Bobby Moore                                         | 1941–1993      | Cầu thủ bóng đá, thủ quân đội tuyển Anh vô địch World Cup 1966                              |
| 70  | Jane Austen                                         | 1775–1817      | Nữ nhà văn                                                                                  |
| 71  | William Booth                                       | 1829–1912      | Người sáng lập Cứu thế quân                                                                 |
| 72  | Henry V của Anh                                     | 1387–1422      | Vua Anh từ 1413 đến 1422                                                                    |
| 73  | Aleister Crowley                                    | 1875–1947      | Nhà tư tưởng                                                                                |
| 74  | Robert the Bruce                                    | 1274–1329      | Vua của người Scot                                                                          |
| 75  | Bob Geldof                                          | 1951-          | Ca sĩ, nhạc sĩ                                                                              |
| 76  | The Unknown Warrior                                 |                | Người lính Anh vô danh trong Chiến tranh thế giới thứ nhất                                  |
| 77  | Robbie Williams (*17)                               | 1974-          | Ca sĩ, cựu thành viên nhóm Take That                                                        |
| 78  | Edward Jenner                                       | 1749–1823      | Nhà y học tiên phong trong lĩnh vực tiêm chủng                                              |
| 79  | David Lloyd George                                  | 1863–1945      | Thủ tướng Anh giai đoạn 1916–1922                                                           |
| 80  | Charles Babbage                                     | 1791–1871      | Nhà toán học                                                                                |
| 81  | Geoffrey Chaucer                                    | 1343–1400      | Nhà văn                                                                                     |
| 82  | Richard III của Anh                                 | 1452–1485      | Vua Anh từ 1483 đến 1485                                                                    |
| 83  | J.K. Rowling                                        | 1965-          | Nhà văn, tác giả bộ Harry Potter                                                            |
| 84  | James Watt                                          | 1736–1819      | Nhà phát minh trong lĩnh vực máy hơi nước                                                   |
| 85  | Richard Branson (*86)                               | 1950-          | Nhà kinh doanh và thám hiểm                                                                 |
| 86  | Bono                                                | 1960-          | Ca sĩ, nhạc sĩ, thành viên nhóm U2                                                          |
| 87  | John Lydon                                          | 1956-          | Ca sĩ, nhạc sĩ                                                                              |
| 88  | Bernard Montgomery                                  | 1887–1976      | Chỉ huy quân đội Anh trong Chiến tranh thế giới thứ hai                                     |
| 89  | Donald Campbell                                     | 1921–1967      | Nhà thám hiểm                                                                               |
| 90  | Henry II của Anh                                    | 1133–1189      | Vua Anh từ 1154 đến 1189                                                                    |
| 91  | James Clerk Maxwell                                 | 1831–1879      | Nhà vật lý                                                                                  |
| 92  | J.R.R. Tolkien                                      | 1892–1973      | Nhà văn, tác giả bộ Chúa tể của những chiếc nhẫn                                            |
| 93  | Walter Raleigh                                      | 1552–1618      | Nhà thám hiểm                                                                               |
| 94  | Edward I của Anh                                    | 1239–1307      | Vua Anh từ 1272 đến 1307                                                                    |
| 95  | Barnes Wallis                                       | 1887–1979      | nhà phát minh tiên phong trong lĩnh vực hàng không                                          |
| 96  | Richard Burton                                      | 1925–1984      | Diễn viên                                                                                   |
| 97  | Tony Benn                                           | 1925-          | Chính trị gia                                                                               |
| 98  | David Livingstone                                   | 1813–1873      | Nhà thám hiểm và truyền giáo                                                                |
| 99  | Tim Berners-Lee                                     | 1955-          | Nhà phát minh tiên phong của Internet                                                       |
| 100 | Marie Stopes                                        | 1880–1958      | Nhà vận động cho các biện pháp tránh thai                                                   |

*: Người cũng có mặt trong danh sách 100 Worst Britons (100 công dân Vương quốc Liên hiệp Anh và Bắc Ireland tồi nhất).